# Coccogloeum microsporum
Coccogloeum microsporum är en svampart som beskrevs av Petr. 1955. Coccogloeum microsporum ingår i släktet Coccogloeum, divisionen sporsäcksvampar och riket svampar.   Inga underarter finns listade i Catalogue of Life.